# Spodnja Mezopotamija
Spodnja Mezopotamija je zgodovinska regija Mezopotamije. Je v aluvialni ravnici Iraka od gorovja Hamrin do polotoka Al-Faw blizu Perzijskega zaliva.
V srednjem veku je bila znana tudi kot Sawad in al-Džazira al-sflia ('Spodnja Džazira'), ki je strogo gledano označevala samo južno aluvialno ravnico in arabski Irak, v nasprotju s perzijskim Irakom, Džibal. Spodnja Mezopotamija je bila dom Sumerije in Babilonije.

## Razmejitev
Srednjeveški arabski geografi so postavili severno mejo med Irakom in Gornjo Mezopotamijo (Džazira) v črto, ki je potekala od Anbarja ob Evfratu do Tikrita ob Tigrisu, čeprav so jo pozneje premaknili na črto, ki je potekala proti zahodu od Tikrita in je tako vključevala več mest na Evfratu mimo Anbarja v Irak.

## Geografija
Aluvialna ravnica se začne severno od Tikrita blizu gorovja Hamrin in sega do Perzijskega zaliva. Tu ležita Tigris in Evfrat na več mestih nad ravnino, celotno območje pa je rečna delta, prepletena s kanali obeh rek in kanatom. Za jugovzhodni Irak so značilna tudi presihajoča jezera, ki jih ob poplavah napajajo reke. Precej veliko območje (15.000 km²) tik nad sotočjem obeh rek pri Kurni in se razteza vzhodno od Tigrisa onkraj iranske meje je močvirje, znano kot jezero Hammar, ki je posledica stoletij poplav in neustrezne drenaže. Velik del je trajno močvirje, vendar se nekateri deli zgodaj pozimi izsušijo, drugi deli postanejo močvirje šele v letih velikih poplav.
Ker so vode Tigrisa in Evfrata nad njunim sotočjem močno obremenjene z muljem, namakanje in dokaj pogoste poplave odlagajo velike količine muljaste ilovice na večjem delu območja delte. Mulj, ki ga prenaša veter, prispeva k skupnemu odlaganju sedimentov. Ocenjeno je bilo, da se ravnice delte zgradijo s hitrostjo skoraj dvajset centimetrov v enem stoletju. Na nekaterih območjih se zaradi večjih poplav v začasnih jezerih odloži kar trideset centimetrov blata.
Tigris in Evfrat nosita tudi velike količine soli. Tudi ta se širi po zemlji zaradi včasih prekomernega namakanja in poplav. Visoka podzemna voda ter slaba površinska in podpovršinska drenaža po navadi koncentrira soli blizu površine tal. Na splošno se slanost tal povečuje od Bagdada proti jugu do Perzijskega zaliva in močno omejuje produktivnost v regiji južno od Amaraha. Slanost se odraža v velikem jezeru v osrednjem Iraku, jugozahodno od Bagdada, znanem kot jezero Milh. Severno od jezera Milh sta še dve večji jezeri v državi: jezero Tartar in jezero Habanija.